# Blyarsenat
Blyarsenat, Pb3(AsO4)2, är ett vitt pulver, som vid upphettning färgas gult och är mycket svårlösligt i vatten. Ämnet framställs genom elektrolys av natriumnitratlösning med anod av bly och katod av järn. Då bildas natronhydrat och väte vid katoden, medan det vid anoden bildas blynitrat, som genom kontinuerlig tillförsel av natriumarsenatlösning bildar blyarsenat.
Blyarsenat har t.ex. använts i Frankrike och USA för bekämpning av sjukdomar på vinstockar och förekommer idag som bekämpningsmedel i kaffe- och bananplantager. Användningen är förknippad med miljörisker med bland annat risk för framkallande av hudcancer.